# 지구 (지질학)

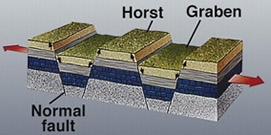
지구와 지루 그리고 단층

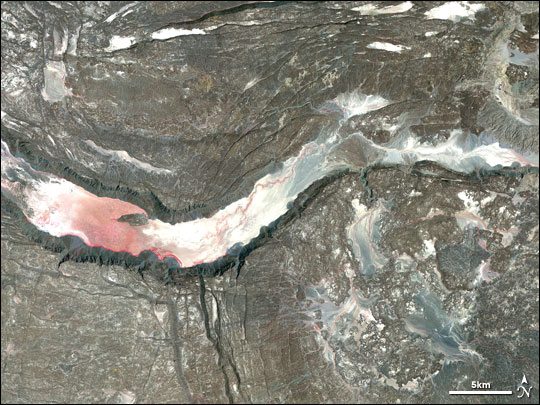
아파 분지 내의 지구의 인공위성 적외선 사진

지구(地溝, Graben)는 가늘고 긴 폭이 있는 계곡 형태의 지형으로, 침식에 의해 생긴 계곡과는 달리 단층활동에 의해 생성된 것을 말한다. 양쪽의 인장력에 의해 생성된 평행한 단층으로 경계한 내려앉은 지형이다.
지반이 꺼져서 생기는 거의 평행한 두 단층 사이에 끼여 있는 좁고 깊게 팬 지대로 교통로 등으로 이용된다. 라인 지구대(地溝帶), 동아프리카 지구대가 유명하며 한국의 길주 명천 지구대, 추가령 지구대, 형산강 지구대, 와읍 분지 등이 그 좋은 예이다.